# Eliurus carletoni
Eliurus carletoni är en gnagare i underfamiljen Madagaskarråttor som beskrevs 2009 som art. Den är uppkallad efter den amerikanska zoologen Michael D. Carleton som forskar om Madagaskars gnagare. IUCN listar arten som livskraftig (LC).

## Utseende
Djuret blir 143 till 150 mm lång (huvud och bål), har en 164 till 183 mm lång svans och väger 88 till 99 g. Eliurus carletoni har 28 till 29 mm lång bakfötter och 23 till 25 mm långa öron. Den mjuka pälsen på ovansidan bildas av hår som är kortare vid nacken (5-6 mm) än vid stjärten (7-9 mm). Håren är främst mörkbruna med en ljusbrun spets. Dessutom är några helt mörkbruna till svarta hår inblandade. På ryggens topp är håren mörkast som en otydlig mörk linje. Det finns en tydlig gräns mot den ljusgråa till vita undersidan. Hela svansen är mörkbrun och vid svansspetsen finns en tofs av längre hår. Mellan tofsen och bålen är svansens täckt av bruna fjäll och av några glest fördelade svarta hår. Arten skiljer sig från andra släktmedlemmar i avvikande proportioner av skelettets och skallens delar samt genom avvikande genetiska egenskaper.

## Utbredning
Arten är känd från några områden på norra Madagaskar som ligger 50 till 835 meter över havet. Individer hittades i torra skogar och i delvis fuktiga skogar. Eliurus carletoni har viss anpassningsförmåga till människans landskapsförändringar.

## Övrigt
En känd fiende är Madagaskartornugglan (Tyto soumagnei).
Gnagaren upptäcktes först i reservatet Ankarana. Där registrerades bara introducerade råttor och möss men inga andra inhemska gnagare. I reservatet lever dessutom näbbmöss, tanrekar och muslemurer.